# Exacum speciosum
Exacum speciosum är en gentianaväxtart som beskrevs av J. Klackenberg. Exacum speciosum ingår i släktet Exacum och familjen gentianaväxter. Inga underarter finns listade i Catalogue of Life.